# Безымянные герои (фильм, 1932)
«Безымянные герои» (пол. Bezimienni bohaterowie) — польский чёрно-белый художественный фильм 1932 года, снятый режиссёром Михалом Вашиньским.
Премьера фильма состоялась 7 января 1932 года.

## Сюжет

Кадр из фильма

В день, когда Анджей получает погоны офицера полиции, происходит убийство его отца — одного из руководителей полиции. Анджей, получает назначение в бригаду по расследованию убийства. Вскоре выясняется, что преступник, оказывается членом международной банды фальшивомонетчиков. Таинственный главарь, заметая следы воспользовался невинной, не имеющей ничего общего со злодеями Яниной. Шантажируя девушку, он заставляет её сыграть роль влюблённой в Анджея, для получения от него необходимой информации о ходе следствия.
Однако, между молодыми людьми вспыхивает настоящая любовь. Несчастная жертва шантажа, не желая лгать любимому человеку, решается на самоубийство и прыгает с моста в Вислу. К счастью, полицейский речной патруль спасает её. Придя в себя, Янина, наконец, во всём признается.
Комиссар полиции с бесстрашным мужеством, рискуя жизнью среди свистящих револьверных пуль и треск горящего дома, уничтожает гнездо преступников и фальшивомонетчиков, а Янина находит утешение и счастье в объятиях любимого Анджея.

## В ролях
- Мария Богда — Янина Ренска
- Адам Бродзиш — Анджей Кулеша, выпускник школы полиции
- Евгениуш Бодо — комиссар Щербиц
- Павел Оверлло — предводитель фальшивомонетчиков Гоппе
- Зуля Погожельска — подружка Янины
- Виктор Беганьский
- Стефан Ярач
- Чеслав Сконечны
- Веслав Гавликовский
- Станислав Селяньский